# Rivolta del monte Garizim
Con rivolta del monte Garizim s'intende un sanguinoso fatto di cronaca avvenuto nella regione della Samaria settentrionale nell'anno 36 d.C., nei pressi di Sichem (o Sycar in aramaico). 
Il fatto avvenne in quanto un certo ebreo, di cui gli storici non ci hanno tramandato il nome, aveva messo a rumore la regione della Samaria, autoproclamatosi il Messia che gli ebrei stavano aspettando.
Non si trattava di un evento raro. Nel primo secolo a.C. e dopo Cristo furono in molti dalle parti del Giordano a definirsi tali, consci del fatto che le profezie di Isaia e Daniele avevano fissato l'arrivo del "Figlio dell'uomo" in questo periodo.
L'ennesimo aspirante Messia aveva promesso un'apparizione di Mosè in cima al monte Garizim, sacro ai Samaritani. I seguaci del "santone", invece, vi trovarono la cavalleria romana, mandata da Ponzio Pilato, che disperse l'assembramento violentemente.
I samaritani, popolazione confinante con gli ebrei dell'epoca, protestarono presso Lucio Vitellio il Vecchio, padre del futuro imperatore Aulo Vitellio Germanico, allora legato di Roma in Siria con pieni poteri sulle province orientali, il quale, sentito l'Imperatore, destituì Pilato, che fu spedito a Roma per il processo. Questo provocò un vuoto legislativo in Palestina, che fu colmato dal Sinedrio, massima autorità religiosa locale.
Durante questo periodo di vacanza, avvenne il martirio di santo Stefano, che per questo fu ucciso secondo la legge ebraica, ovvero tramite lapidazione, e non con la crocifissione romana. 
L'evento non fece altro che aumentare l'insofferenza ebraica verso l'occupante romano, causando in seguito le guerre giudaiche, tutte e tre perse.